# Martin Zaus
Martin Zaus (* 20. Mai 1861 in Oberlohma, Böhmen; † 1905 in Eger) war ein böhmischer Orgelbauer. Er baute über 20 bekannte Orgelwerke in Böhmen und Mähren.
Martin Zaus besuchte die Volks- und Gewerbeschule und absolvierte von 1877 bis 1882 eine Lehre als Orgelbauer bei Johann Georg Sommer in Lindenhau bei Eger. Von 1882 bis 1886 arbeitete er bei Friedrich Ladegast in Weißenfels, von 1886 bis 1889 bei Friedrich Friese in Genua und von 1889 bis 1891 bei Joseph Merklin in Paris und Lyon. 1892 machte er sich in Eger selbständig.
Als hervorragendes Werk wird das Opus I für Orgel auf der Egerer Ausstellung 1892 angesehen und ausgezeichnet.

## Orgelwerke

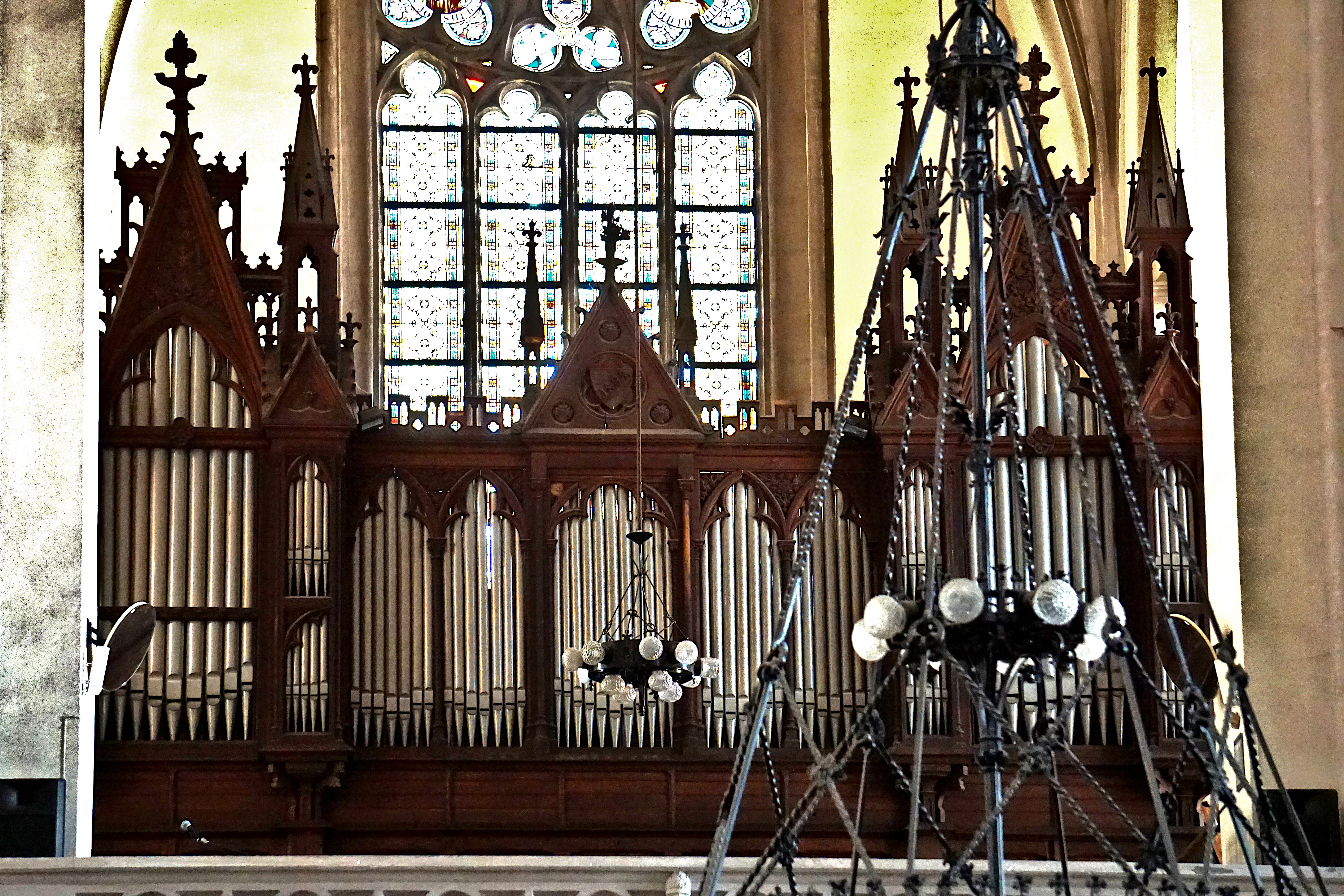
Orgel in St. Nikolaus in Cheb (Eger)

- 1884 – Kirche St. Nikolaus in Cheb (Eger)
- 1895 – St. Marienkirche in Libochovany (Libochowan)
- 1898 – Dekanatskirche Mariä Himmelfahrt in Žatec (Saaz)[3]